# 2004年夏季奥林匹克运动会游泳比赛
2004年夏季奥林匹克运动会游泳比赛在雅典奥林匹克体育中心的水上中心举行，时间是8月14日至8月21日。共有自由泳、蛙泳、蝶泳、仰泳、混合泳和接力（自由泳与混合泳）6大项32个小项。其金牌数仅次于田径比赛。
按照国际游泳联合会的规定，每个协会每个单项如果只有1名运动员参赛，则该运动员必须达到B级标准，如有两名运动员参赛，则这两名运动员都必须达到A级标准，如没有运动员达标，则每个协会可派男、女各1名运动员参赛。每个协会每个单项最多两名运动员，接力项目每个协会每个项目最多1个队。
美国选手迈克尔·菲尔普斯一人夺得6枚游泳金牌，成为本届奥运会游泳比赛的焦点人物。本届奥运会游泳比赛有男、女各3项共6项打破世界纪录，其中5项为接力项目。

## 比赛项目
以下为本届游泳比赛的所有项目：
- 男子自由泳：50米、100米、200米、400米、1500米
- 女子自由泳：50米、100米、200米、400米、800米
- 男子仰泳：100米、200米
- 女子仰泳：100米、200米
- 男子蛙泳：100米、200米
- 女子蛙泳：100米、200米
- 男子蝶泳：100米、200米
- 女子蝶泳：100米、200米
- 男子混合泳：200米、400米
- 女子混合泳：200米、400米
- 男子自由泳接力：4×100米、4×200米
- 女子自由泳接力：4×100米、4×200米
- 男子混合泳接力：4×100米
- 女子混合泳接力：4×100米

## 参赛国家和地区
总共有来自152个国家和地区的937名（544名男运动员和393名女运动员）运动员参加此次比赛。来自阿尔巴尼亚、安提瓜和巴布达、贝宁、布基纳法索、布隆迪、喀麦隆、开曼群岛、圭亚那以及土库曼斯坦等国家的游泳代表团均在此次比赛中首次亮相。同时，多年缺席奥运会游泳比赛的利比亚以及挪威的代表团也再次参加此次比赛。以下为所有的参赛国家（括号内数字表示代表团人数）：
| - 阿尔巴尼亚（2） - 阿尔及利亚（6） - 安道尔（2） - 安哥拉（1） - 安提瓜和巴布达（2） - 阿根廷（10） - 亚美尼亚（1） - 阿鲁巴（2） - （41） - 奥地利（6） - 阿塞拜疆（2） - 巴哈马（4） - 巴林（2） - （2） - 巴巴多斯（4） - 白俄罗斯（9） - （2） - 百慕大（1） - 玻利维亚（2） - 波斯尼亚和黑塞哥维那（1） - 巴西（23） - 保加利亚（6） - 布基纳法索（1） - 布隆迪（2） - 柬埔寨（2） - 喀麦隆（1） - 加拿大（20） - 开曼群岛（3） - 智利（3） - 中国（28） - 哥伦比亚（3） - 刚果共和国（2） - 哥斯达黎加（1） - 科特迪瓦（2） - 克罗地亚（13） - 古巴（2） - 塞浦路斯（5） - 捷克（12） | - 丹麦（6） - 厄瓜多尔（1） - 埃及（2） - 萨尔瓦多（1） - 爱沙尼亚（4） - 斐济（1） - 芬兰（7） - 法国（21） - 德国（35） - （1） - 英国（33） - 希腊（28） - 格林纳达（2） - 关岛（1） - 危地马拉（4） - 几内亚（1） - 圭亚那（1） - 洪都拉斯（2） - 中国香港（7） - 匈牙利（25） - 冰岛（7） - 印度（1） - 印度尼西亚（3） - 伊朗（1） - 伊拉克（1） - 爱尔兰（2） - 以色列（2） - 意大利（29） - 牙买加（4） - 日本（20） - 约旦（2） - （11） - （2） - 韩国（19） - （6） - 老挝（2） - 拉脱维亚（5） - 黎巴嫩（2） | - 利比亚（2） - 立陶宛（10） - 卢森堡（2） - 马其顿（4） - 马达加斯加（2） - 马拉维（2） - 马来西亚（4） - 马尔代夫（2） - （2） - 马耳他（2） - 毛里求斯（2） - 墨西哥（6） - 密克罗尼西亚（2） - 摩尔多瓦（10） - 摩纳哥（1） - 蒙古（1） - 摩洛哥（1） - 莫桑比克（2） - 尼泊尔（2） - 荷兰（16） - 新西兰（13） - 尼加拉瓜（2） - （1） - 尼日利亚（2） - 挪威（1） - 巴基斯坦（2） - 帕劳（1） - 巴勒斯坦（1） - 巴拿马（2） - 巴布亚新几内亚（1） - 巴拉圭（1） - 秘鲁（2） - 菲律宾（5） - 波兰（7） - 葡萄牙（11） - 波多黎各（6） - （1） - 罗马尼亚（7） | - 俄罗斯（30） - 卢旺达（2） - 圣卢西亚（1） - 圣文森特和格林纳丁斯（1） - 圣马力诺（2） - 沙特阿拉伯（1） - 塞内加尔（2） - 塞尔维亚和黑山（7） - 塞舌尔（2） - 新加坡（5） - 斯洛伐克（2） - 斯洛文尼亚（11） - 南非（8） - 西班牙（16） - 斯里兰卡（2） - 苏里南（2） - （1） - 瑞典（15） - 瑞士（13） - 叙利亚（1） - 中华台北（13） - 泰国（6） - 特立尼达和多巴哥（3） - 突尼斯（2） - 土耳其（9） - （2） - 乌干达（1） - 乌克兰（27） - 阿拉伯联合酋长国（1） - 美国（43） - 乌拉圭（4） - （15） - 委内瑞拉（4） - 越南（1） - （2） - 也门（1） - 赞比亚（2） - 津巴布韦（2） |

## 奖牌榜
| 排名                      | 国家 / 地区               | 金牌 | 銀牌 | 銅牌 | 总计 |
| ------------------------- | ------------------------- | ---- | ---- | ---- | ---- |
| 1                         | 美国（USA）               | 12   | 9    | 7    | 28   |
| 2                         | （AUS）                   | 7    | 5    | 3    | 15   |
| 3                         | 日本（JPN）               | 3    | 1    | 4    | 8    |
| 4                         | 荷兰（NED）               | 2    | 3    | 2    | 7    |
| 5                         | 乌克兰（UKR）             | 2    | 0    | 1    | 3    |
| 6                         | 法国（FRA）               | 1    | 2    | 3    | 6    |
| 7                         | 波兰（POL）               | 1    | 2    | 0    | 3    |
| 8                         | 南非（RSA）               | 1    | 1    | 1    | 3    |
| 8                         | 津巴布韦（ZIM）           | 1    | 1    | 1    | 3    |
| 10                        | 中国（CHN）               | 1    | 1    | 0    | 2    |
| 11                        | 罗马尼亚（ROM）           | 1    | 0    | 1    | 2    |
| 12                        | 奥地利（AUT）             | 0    | 2    | 0    | 2    |
| 13                        | 德国（GER）               | 0    | 1    | 4    | 5    |
| 14                        | 匈牙利（HUN）             | 0    | 1    | 1    | 2    |
| 14                        | 意大利（ITA）             | 0    | 1    | 1    | 2    |
| 16                        | 克罗地亚（CRO）           | 0    | 1    | 0    | 1    |
| 16                        | 俄罗斯（RUS）             | 0    | 1    | 0    | 1    |
| 18                        | 英国（GBR）               | 0    | 0    | 2    | 2    |
| 19                        | 阿根廷（ARG）             | 0    | 0    | 1    | 1    |
| 19                        | 特立尼达和多巴哥（TRI）   | 0    | 0    | 1    | 1    |
| 总计（共20个国家 / 地区） | 总计（共20个国家 / 地区） | 32   | 32   | 33   | 97   |

## 各项成绩

### 男子
| 项目              | 金牌 | 金牌       | 银牌 | 银牌        | 铜牌 | 铜牌        |
| 50米自由式        | 小加里·霍尔 · 美国（USA） | 21.93      | 杜耶·德拉加尼亚 · 克罗地亚（CRO）                                                                                     | 21.94       | 罗兰·斯库曼 · 南非（RSA） | 22.02       |
| 100米自由式       | 彼得·范登·霍根班德 · 荷兰（NED） | 48.17      | 罗兰·斯库曼 · 南非（RSA）                                                                                             | 48.23       | 伊恩·索普 · （AUS） | 48.56       |
| 200米自由式       | 伊恩·索普 · （AUS） | 1:44.71 OR | 彼得·范登·霍根班德 · 荷兰（NED）                                                                                      | 1:45.23     | 迈克尔·菲尔普斯 · 美国（USA）                                                                                                  | 1:45.32 AM  |
| 400米自由式       | 伊恩·索普 · （AUS） | 3:43.10    | 格兰特·哈克特 · （AUS）                                                                                               | 3:43.36     | 克莱特·凯勒 · 美国（USA） | 3:44.11 AM  |
| 1500米自由式      | 格兰特·哈克特 · （AUS） | 14:43.40   | 拉森·詹森 · 美国（USA）                                                                                               | 14:45.29 AM | 戴维·戴维斯 · 英国（GBR） | 14:45.95 NR |
| 100米仰式         | 阿龙·佩尔索尔 · 美国（USA） | 54.06      | Markus Rogan · 奥地利（AUT）                                                                                          | 54.35       | 森田智己 · 日本（JPN） | 54.36 AS    |
| 200米仰式         | 阿龙·佩尔索尔 · 美国（USA） | 1:54.95 OR | Markus Rogan · 奥地利（AUT）                                                                                          | 1:57.35     | Răzvan Florea · 罗马尼亚（ROM）                                                                                                | 1:57.56     |
| 100米蛙式         | 北岛康介 · 日本（JPN） | 1:00.08    | 布伦丹·汉森 · 美国（USA）                                                                                             | 1:00.25     | 于格·迪博斯克 · 法国（FRA） | 1:00.88     |
| 200米蛙式         | 北岛康介 · 日本（JPN） | 2:09.44 OR | 久尔陶·达尼埃尔 · 匈牙利（HUN）                                                                                       | 2:10.80     | 布伦丹·汉森 · 美国（USA） | 2:10.87     |
| 100米蝶式         | 迈克尔·菲尔普斯 · 美国（USA） | 51.25 OR   | 伊恩·克罗克 · 美国（USA）                                                                                             | 51.29       | 安德里·塞爾迪諾夫 · 乌克兰（UKR）                                                                                              | 51.36 EU    |
| 200米蝶式         | 迈克尔·菲尔普斯 · 美国（USA） | 1:54.04 OR | 山本貴司 · 日本（JPN）                                                                                                | 1:54.56 AS  | 史蒂夫·帕里 · 英国（GBR） | 1:55.52     |
| 200米混合式       | 迈克尔·菲尔普斯 · 美国（USA） | 1:57.14 OR | 瑞安·洛赫特 · 美国（USA）                                                                                             | 1:58.78     | 乔治·博弗尔 · 特立尼达和多巴哥（TRI）                                                                                          | 1:58.80 NR  |
| 400米混合式       | 迈克尔·菲尔普斯 · 美国（USA） | 4:08.26 WR | 埃里克·文德特 · 美国（USA）                                                                                           | 4:11.81     | 切赫·拉斯洛 · 匈牙利（HUN） | 4:12.15     |
| 4×100米自由式接力 | 南非 · 罗兰·斯库曼 · 林登·弗恩斯 · 达里安·汤森 · 里克·内特林                                                                         | 3:13.17 WR | 荷兰 · Johan Kenkhuis · Mitja Zastrow · Klaas-Erik Zwering · 彼得·范登·霍根班德 · Mark Veens*                         | 3:14.36 NR  | 美国 · 伊恩·克罗克 · 迈克尔·菲尔普斯 · 尼尔·沃克 · 贾森·莱扎克 · Nate Dusing* · 小加里·霍尔* · Gabe Woodward*                  | 3:14.62     |
| 4×200米自由式接力 | 美国 · 迈克尔·菲尔普斯 · 瑞安·洛赫特 · 彼得·范德尔卡伊 · 克莱特·凯勒 · Scott Goldblatt* · Dan Ketchum*                               | 7:07.33 AM | · 格兰特·哈克特 · 迈克尔·克利姆 · Nicholas Sprenger · 伊恩·索普 · Antony Matkovich* · 托德·皮尔逊* · 克雷格·史蒂文斯* | 7:07.46     | 意大利 · 埃米利亚诺·布伦比拉 · 马西米利亚诺·罗索利诺 · 西莫内·切尔卡托 · 菲利波·马尼尼 · 费代里科·卡佩拉佐* · 马泰奥·佩利恰里* | 7:11.83     |
| 4×100米混合式接力 | 美国 · 阿龙·佩尔索尔 · 布伦丹·汉森 · 伊恩·克罗克 · 贾森·莱扎克 · 伦尼·克拉伊泽尔堡* · 马克·冈格洛夫* · 迈克尔·菲尔普斯* · 尼尔·沃克* | 3:30.68 WR | 德国 · 斯特芬·德里森 · 延斯·克鲁帕 · 托马斯·鲁普拉特 · 拉斯·康拉德 · 黑尔格·梅乌*                                     | 3:33.62     | 日本 · 森田智己 · 北岛康介 · 山本貴司 · 奥村幸大                                                                               | 3:35.22     |

WR = 世界紀錄

OR = 奧運紀錄

AS = 亞洲紀錄

AM = 美洲紀錄

EU = 歐洲紀錄

NR = 國家紀錄

*仅参加了预赛但仍拿到奖牌的接力比赛选手。

### 女子
| 项目              | 金牌 | 金牌       | 银牌 | 银牌       | 铜牌 | 铜牌       |
| 50米自由式        | 英厄·德布勒因 · 荷兰（NED）                                                                                   | 24.58      | Malia Metella · 法国（FRA）                                                                                                 | 24.89      | 莉比·特里克特 · （AUS） | 24.91      |
| 100米自由式       | 乔迪·亨利 · （AUS）                                                                                           | 53.84      | 英厄·德布勒因 · 荷兰（NED）                                                                                                 | 54.16      | 纳塔莉·考芙林 · 美国（USA）                                                                                                   | 54.40      |
| 200米自由式       | 卡梅利娅·波泰克 · 罗马尼亚（ROM）                                                                             | 1:58.03    | 费代丽卡·佩莱格里尼 · 意大利（ITA）                                                                                         | 1:58.22    | Solenne Figuès · 法国（FRA）                                                                                                  | 1:58.45    |
| 400米自由式       | 洛尔·马诺杜 · 法国（FRA）                                                                                     | 4:05.34 EU | 奥蒂利娅·延杰伊恰克 · 波兰（POL）                                                                                           | 4:05.84    | 凯特琳·桑德诺 · 美国（USA）                                                                                                   | 4:06.19    |
| 800米自由式       | 柴田亞衣 · 日本（JPN）                                                                                        | 8:24.54    | 洛尔·马诺杜 · 法国（FRA）                                                                                                   | 8:24.96    | 黛安娜·芒兹 · 美国（USA） | 8:26.61    |
| 100米仰式         | 纳塔莉·考芙林 · 美国（USA）                                                                                   | 1:00.37    | 柯丝蒂·考文垂 · 津巴布韦（ZIM）                                                                                             | 1:00.50    | 洛尔·马诺杜 · 法国（FRA） | 1:00.88    |
| 200米仰式         | 柯丝蒂·考文垂 · 津巴布韦（ZIM）                                                                               | 2:09.19 AF | 斯塔尼斯拉娃·科马罗娃 · 俄罗斯（RUS）                                                                                       | 2:09.72    | 安特耶·布施舒尔特 · 德国（GER） · 中村禮子 · 日本（JPN）                                                                      | 2:09.88    |
| 100米蛙式         | 罗雪娟 · 中国（CHN）                                                                                          | 1:06.64 OR | 布鲁克·汉森 · （AUS） | 1:07.15    | 莱塞尔·琼斯 · （AUS） | 1:07.16    |
| 200米蛙式         | 阿曼达·比尔德 · 美国（USA）                                                                                   | 2:23.37 OR | 莱塞尔·琼斯 · （AUS） | 2:23.60    | 安妮·波莱斯卡 · 德国（GER）                                                                                                   | 2:25.82    |
| 100米蝶式         | 彼得里娅·托马斯 · （AUS）                                                                                     | 57.72      | 奥蒂利娅·延杰伊恰克 · 波兰（POL）                                                                                           | 57.84      | 英厄·德布勒因 · 荷兰（NED）                                                                                                   | 57.99      |
| 200米蝶式         | 奥蒂利娅·延杰伊恰克 · 波兰（POL）                                                                             | 2:06.05 NR | 彼得里娅·托马斯 · （AUS）                                                                                                   | 2:06.36    | 中西悠子 · 日本（JPN） | 2:08.04    |
| 200米混合式       | 亞娜·克洛科娃 · 乌克兰（UKR）                                                                                 | 2:11.14    | 阿曼达·比尔德 · 美国（USA）                                                                                                 | 2:11.70 AM | 柯丝蒂·考文垂 · 津巴布韦（ZIM）                                                                                               | 2:12.72 AF |
| 400米混合式       | 亞娜·克洛科娃 · 乌克兰（UKR）                                                                                 | 4:34.83    | 凯特琳·桑德诺 · 美国（USA）                                                                                                 | 4:34.95 AM | 喬琪娜·巴達克 · 阿根廷（ARG）                                                                                                 | 4:37.51 SA |
| 4×100米自由式接力 | · 艾丽斯·米尔斯 · 莉比·特里克特 · 彼得里娅·托马斯 · 乔迪·亨利 · 萨拉·瑞安*                                    | 3:35.94 WR | 美国 · 卡拉·琳恩·乔伊斯 · 纳塔莉·考芙林 · 阿曼达·韦尔 · 珍妮·汤普森 · 琳赛·本科* · Maritza Correia* · Colleen Lanne*        | 3:36.39 AM | 荷兰 · Chantal Groot · 英厄·德克尔 · 马伦·费尔德海斯 · 英厄·德布勒因 · Annabel Kosten*                                        | 3:37.59    |
| 4×200米自由式接力 | 美国 · 纳塔莉·考芙林 · 卡莱·派珀 · 达娜·沃尔默 · 凯特琳·桑德诺 · 琳赛·本科* · Rhi Jeffrey* · Rachel Komisarz* | 7:53.42 WR | 中国 · 朱颖文 · 徐妍玮 · 杨雨 · 庞佳颖 · 李季*                                                                              | 7:55.97 AS | 德国 · 弗兰齐斯卡·范阿尔姆齐克 · 彼得拉·达尔曼 · 安特耶·布施舒尔特 · 汉娜·施托克鲍尔 · 雅尼娜-克丽斯廷·格茨* · Sara Harstick* | 7:57.37    |
| 4×100米混合式接力 | · 贾恩·鲁尼 · 莱塞尔·琼斯 · 彼得里娅·托马斯 · 乔迪·亨利 · 布鲁克·汉森* · 艾丽斯·米尔斯* · 杰茜卡·席佩尔*      | 3:57.32 WR | 美国 · 纳塔莉·考芙林 · 阿曼达·比尔德 · 珍妮·汤普森 · 卡拉·琳恩·乔伊斯 · Haley Cope* · Tara Kirk* · Komisarz* · 阿曼达·韦尔* | 3:59.12    | 德国 · 安特耶·布施舒尔特 · 萨拉·珀韦 · 弗兰齐斯卡·范阿尔姆齐克 · 丹妮拉·格茨                                                  | 4:00.72 EU |

WR = 世界紀錄

OR = 奧運紀錄

AF = 非洲紀錄

AS = 亞洲紀錄

AM = 北美紀錄

SA = 南美紀錄

EU = 歐洲紀錄

NR = 國家紀錄

*仅参加了预赛但仍拿到奖牌的接力比赛选手。